# Службовий роман. Наш час
«Службовий роман. Наш час» (рос. «Служебный роман. Наше время») — українсько-російська комедія 2011 року режисера Саріка Андреасяна, ремейк стрічки 1977 року «Службовий роман». Світова прем'єра фільму відбулася 17 березня 2011 року.
З 9 грудня 2014 року, після протестів громадськості, фільм заборонили до показу та розповсюдження в Україні через незаконні вчинки та антиукраїнські шовіністичні висловлювання актора фільму Івана Охлобистіна. Пізніше у 2016 році, фільм знову був показаний на українському телебаченні телеканалами 1+1 та Квартал TV, але усі сцени та будь-яке згадування Івана Охлобистіна було вирізане.

## Опис
Наші дні. Людмила Калугіна — акула бізнесу, хазяйка рейтингового агентства. Анатолій Новосельцев — фінансовий аналітик, фанатичний байкер і батько двох дітей. І жити б їм: їй — в боротьбі з конкурентами, йому офісним планктоном, коли б не службовий роман…

## У ролях
- Світлана Ходченкова — Людмила Прокопівна Калугіна (Мимра)
- Володимир Зеленський — Анатолій Єфремович Новосельцев
- Марат Башаров — Юрій Самохвалов
- Анастасія Заворотнюк — Оля Рижова
- Павло Воля — Вадік, секретар Калугіної
- Софія Хількова — Катя Новосельцева, старша дочка Анатолія Новосельцева
- Вероніка Вакулінская — Маша Новосельцева, молодша дочка Анатолія Новосельцева
- Микита Салопін — інвестор
- Євген Кошовий — Степан, системний адміністратор
- Сергій Померанцев — Валерій Волков, співробітник
- Катерина Михайлова — продавець в магазині
- Денис Оншін — співробітник офісу
- Ірина Фролова — співробітниця офісу
- Олеся Остапенко — офісний працівник
- Анна Азарова — «борсучок»
- Іван Охлобистін — психолог
- Аліка Смєхова — жінка на сеансі
- Тимур Родріґез — ведучий вечірки
- Дмитро Хрустальов — гість на вечірці
- Сергій Казанін — ведучий презентації
- Марія Сьомкіна — голова конкуруючого агентства

## Заборона до показу
З 9 грудня 2014 року Державне агентство України з питань кіно заборонило до показу та поширення в Україні фільм «Службовий роман. Наш час» разом із ще 70-ма фільмами та серіалами за участю Івана Охлобистіна. За повідомленням відомства, заборона пов'язана із антиукраїнськими шовіністичними вчинками Охлобистіна, а також порушенням ним заборони на в'їзд до України. Незадовго до цього за заборону протестували активісти, зокрема учасники кампанії «Бойкот російського кіно».